# Hippoglossoides robustus
Hippoglossoides robustus är en fiskart som beskrevs av Gill och Townsend, 1897. Hippoglossoides robustus ingår i släktet Hippoglossoides och familjen flundrefiskar. Inga underarter finns listade i Catalogue of Life.